# Paul De Clercq
Paul Leopold De Clercq (Sint-Amands, 8 januari 1919 - Antwerpen, 17 februari 1999) was een Belgisch  politicus voor de PVV.

## Levensloop
De Clercq promoveerde tot doctor in de rechten aan de Rijksuniversiteit Gent en werd aannemer van wegenwerken.
In 1964 werd hij voor de PVV verkozen tot gemeenteraadslid van Vosselaar en in 1965 benoemd tot burgemeester, wat hij bleef tot in hij zich in 1979 terugtrok uit de politiek.
Hij was ook parlementslid. Van 1965 tot 1968 zetelde hij voor het arrondissement Turnhout in de Kamer van volksvertegenwoordigers, van 1968 tot 1971 zetelde hij als provinciaal senator voor Antwerpen in de Senaat, van 1971 tot 1974 was hij rechtstreeks gekozen senator voor het kiesarrondissement Mechelen-Turnhout, van 1974 tot 1977 was hij opnieuw volksvertegenwoordiger en daarna was hij van 1977 tot 1978 terug rechtstreeks gekozen senator.
In de periode december 1971-december 1978 had hij als gevolg van het toen bestaande dubbelmandaat ook zitting in de Cultuurraad voor de Nederlandse Cultuurgemeenschap, die op 7 december 1971 werd geïnstalleerd en de verre voorloper is van het Vlaams Parlement.
Ook zetelde hij van 1965 tot 1968 en van 1974 tot 1979 in het Europees Parlement en was hij van 1972 tot 1974 plaatsvervangend lid van de Parlementaire Vergadering van de Raad van Europa.
Zijn zoon Erik De Clercq werd later eveneens burgemeester van Vosselaar.